# Limnophila (Indolimnophila) adicia
Limnophila (Indolimnophila) adicia is een tweevleugelige uit de familie steltmuggen (Limoniidae). De soort komt voor in het Oriëntaals gebied.